# الكدرة (فرع العدين)

تعديل مصدري - تعديل

الكدرة هي إحدى قرى عزلة الأخماس بمديرية فرع العدين التابعة لمحافظة إب، بلغ تعداد سكانها 1136 نسمة حسب تعداد اليمن لعام 2004.